# Questions (canção de Chris Brown)
"Questions" é uma canção do cantor americano Chris Brown que faz parte de seu oitavo álbum de estúdio, Heartbreak on a Full Moon. Foi lançado através da RCA Records como o quinto single do álbum em 16 de agosto de 2017.
A música é uma faixa de dancehall escrita por Brown ao lado de Chrishan, Melvin Moore e Bobby Turner Jr. e pelos produtores Pip Kembo, B HAM e A1. O single alcançou sucesso comercial em vários países, sendo certificado ouro no Canadá, Nova Zelândia, Dinamarca, e Suíça, e platina na Austrália, Reino Unido, e também nos Estados Unidos.
A canção possui um Sample e uma interpolação do hit de 2003, "Turn Me on", lançado pelo cantor sanvicentino Kevin Lyttle.
O clipe da canção foi lançado em agosto de 2017, no canal do YouTube, Vevo de Brown. 

## Antecedentes e lançamento
Em setembro de 2016, em um vídeo então excluído de sua conta no Instagram, Brown mostrou algumas seções da música enquanto pintava em sua casa. Os fãs especularam que a música era um cover do single de 2003 de Kevin Lyttle, "Turn Me On".
Em julho de 2017, ele anunciou o lançamento pendente dos próximos singles de seu álbum. Mais tarde, em agosto de 2017, ele lançou "Pills & Automobiles", que conta com a participação vocal dos artistas americanos de trap Yo Gotti, A Boogie Wit Da Hoodie e Kodak Black, e em 14 de agosto de 2017, ele anunciou o lançamento do quinto single oficial do álbum, Heartbreak on a Full Moon, para 16 de agosto, que era "Questions". A música vazou on-line uma semana antes de seu lançamento real, porém, com as versões do iTunes aparecendo on-line em 11 de agosto, acredita-se que a faixa foi lançada prematuramente no iTunes em países selecionados antes de ser retirada do ar. Com essas versões, a arte da capa era simplesmente uma imagem preta.

## Composição
"Questions" é uma música de dancehall uptempo com influências pop, com uma batida tropical saltitante produzida por A1 Bentley, Pip Kembo e B HAM que interpola a música de sucesso de Kevin Lyttle de 2003, "Turn Me On (canção de Kevin Lyttle)". Na música, Brown pergunta a uma garota que chama sua atenção se ele poderia levá-la para casa à noite.

## Videoclipe
Em 16 de agosto de 2017, Brown fez o upload do videoclipe de "Questions" em sua conta do YouTube e Vevo. Amy Sciarreto, do PopCrush, descreveu o vídeo como um clipe "imerso em cenários coloridos onde Brown mostra suas habilidades de dança".

## Lista de faixas
| Download digital |             |         |  |
| N.º              | Título      | Duração |  |
| 1.               | "Questions" | 2:09    |  |

## Paradas
| Chart (2017)                                       | Posição |
| -------------------------------------------------- | ------- |
| Austrália (ARIA)                                   | 56      |
| Bélgica (Ultratip Bubbling Under de Flandres)      | 24      |
| Bélgica (Ultratip Bubbling Under da Valônia)       | 13      |
| Canadá (Canadian Hot 100)                          | 53      |
| República Checa (Singles Digitál Top 100)          | 100     |
| France (SNEP)                                      | 138     |
| Alemanha (Offizielle Deutsche Charts)              | 74      |
| Ireland (IRMA)                                     | 37      |
| Lebanon (Lebanese Top 20)                          | 15      |
| Netherlands (Dutch Top 40 Tipparade)               | 1       |
| Países Baixos (Single Top 100)                     | 43      |
| New Zealand (Recorded Music NZ)                    | 33      |
| Portugal (AFP)                                     | 69      |
| Escócia (Scottish Singles Chart)                   | 32      |
| Eslováquia (Singles Digitál Top 100)               | 79      |
| Sweden (Sverigetopplistan)                         | 40      |
| Suíça (Schweizer Hitparade)                        | 55      |
| Reino Unido (UK Singles Chart)                     | 12      |
| Reino Unido (OCC UK R&B)                           | 3       |
| Estados Unidos (Billboard Hot 100)                 | 78      |
| Estados Unidos (Billboard R&B/Hip-Hop Songs)       | 32      |
| Estados Unidos (Billboard Hot R&B/Hip-Hop Airplay) | 45      |
| Estados Unidos (Billboard Rhythmic)                | 8       |

| Chart (2017)                         | Posição |
| ------------------------------------ | ------- |
| US Hot R&B/Hip-Hop Songs (Billboard) | 98      |